# Occupybeweging

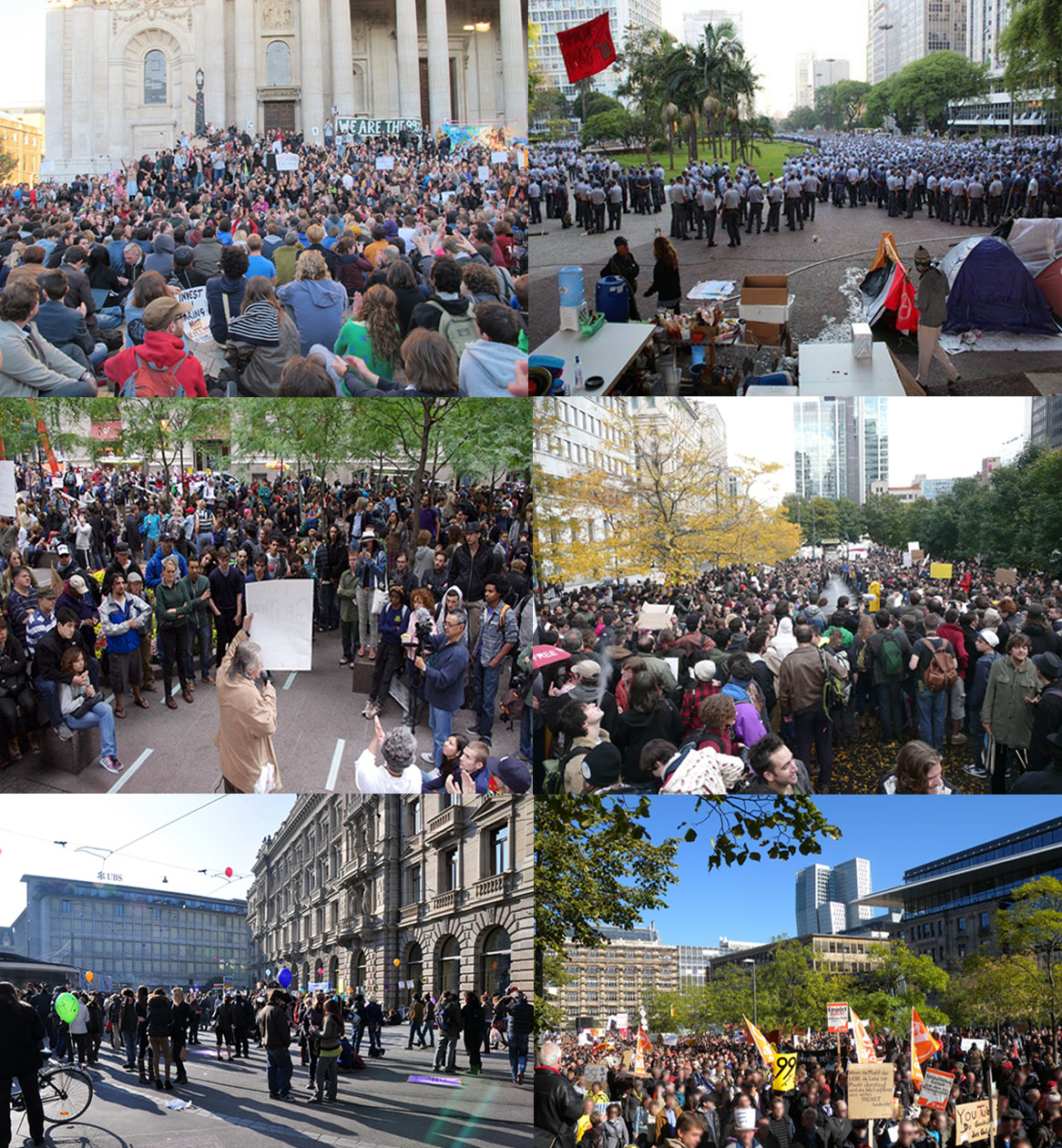
Occupyprotesten

De Occupybeweging was een ongeorganiseerde internationale protestbeweging die zich richtte tegen economische en sociale ongelijkheid.
De eerste protesten begonnen op 17 september 2011 met Occupy Wall Street en waren geïnspireerd op de revoluties in de Arabische wereld sinds 2010 en de Spaanse 15 mei-beweging (Indignados) in 2011. De protesten breidden zich uit over honderden steden in de Verenigde Staten en daarbuiten, zo ook tientallen steden tijdens Occupy-protesten in Nederland. Ongeveer een jaar na het ontstaan waren nagenoeg alle vaste Occupy-protesten in Nederland verdwenen.
De protestgroepen verschilden sterk in focus, met als overeenkomst de betoging tegen de macht van grote ondernemingen en financiële instellingen die disproportioneel voordeel hebben van het wereldwijde economische systeem, en die ten koste gaan van de bevolking en de democratie.